# 올림픽 괌 선수단
괌은 하계 올림픽에 8회, 동계 올림픽에 1회 참가하였다.
1988년 동계 올림픽을 계기로 올림픽에 처음 참가하였으며 당시 바이애슬런 종목에 주드 뱅커트 선수가 출전하였다. 다만 이 대회 이후로 동계 올림픽에는 출전하고 있지 않다. 하계 올림픽은 1988년 서울 올림픽이 처음이며 22명의 선수를 파견하였는데 이는 현재로서도 최대 규모의 선수단으로 남아 있다.
괌 선수단의 올림픽 메달 획득 기록은 없으며 예선전을 통과한 선수는 카누 종목의 션 팬젤리난과 유도 종목의 리카르도 블라스 주니어의 2명이 전부다. 션 팬젤리난은 2008년 베이징 올림픽 C-1 500m 준결승에 진출하였고, 리카르도 블라스 주니어는 2012년 런던 올림픽 유도 100kg+급 16강전에 진출하였다.

## 메달 기록

### 하계 올림픽
| 대회                  | 선수      | 금메달 | 은메달 | 동메 | 총합 | 순위 |
| 1988년 서울           | 20        | 0      | 0      | 0    | 0    | –    |
| 1992년 바르셀로나     | 22        | 0      | 0      | 0    | 0    | –    |
| 1996년 애틀랜타       | 8         | 0      | 0      | 0    | 0    | –    |
| 2000년 시드니         | 7         | 0      | 0      | 0    | 0    | –    |
| 2004년 아테네         | 4         | 0      | 0      | 0    | 0    | –    |
| 2008년 베이징         | 6         | 0      | 0      | 0    | 0    | –    |
| 2012년 런던           | 8         | 0      | 0      | 0    | 0    | –    |
| 2016년 리우데자네이루 | 5         | 0      | 0      | 0    | 0    | –    |
| 2020년 도쿄           | 5         | 0      | 0      | 0    | 0    | –    |
| 2024년 파리           | 개최 예정 |        |        |      |      |      |
| 2028년 로스앤젤레스   | 개최 예정 |        |        |      |      |      |
| 2032년 브리즈번       | 개최 예정 |        |        |      |      |      |
| 총합                  | 총합      | 0      | 0      | 0    | 0    | –    |

### 동계 올림픽
| 대회                         | 선수        | 금메달      | 은메달      | 동메달      | 총합        | 순위        |
| 1988년 캘거리                | 1           | 0           | 0           | 0           | 0           | –           |
| 1992년 알베르빌              | 불참        |             |             |             |             |             |
| 1994년 릴레함메르            | 불참        |             |             |             |             |             |
| 1998년 나가노                | 불참        |             |             |             |             |             |
| 2002년 솔트레이크시티        | 불참        |             |             |             |             |             |
| 2006년 토리노                | 불참        |             |             |             |             |             |
| 2010년 밴쿠버                | 불참        |             |             |             |             |             |
| 2014년 소치                  | 불참        |             |             |             |             |             |
| 2018년 평창                  | 불참        |             |             |             |             |             |
| 2022년 베이징                | 불참        |             |             |             |             |             |
| 2026년 밀라노-코르티나담페초 | (개최 예정) | (개최 예정) | (개최 예정) | (개최 예정) | (개최 예정) | (개최 예정) |
| 총합                         | 총합        | 0           | 0           | 0           | 0           | –           |

## 같이 보기
- 괌의 올림픽 기수 목록
- 동계 올림픽에 참가한 열대 국가